# Фрідріх IV (курфюрст Пфальцу)
Фрідріх IV (нім. Friedrich IV.; 5 березня 1574 — 19 вересня 1610) — 13-й Курфюрст Пфальцу в 1583–1610 роках.

## Біографія
Походив з Рейнських Віттельсбахів, Зіммернської гілки. Четвертий син Людвіга VI та Єлизавети Гессенської. Народився 1574 року в Амберзі. На цей час старші брати Фрідріха померли й він став спадкоємцем трону. Спочатку виховувався в лютеранській вірі.
У 1583 році після смерті батька успадкував Пфальц. Втім через малий вік Фрідріха IV було призначено регента — Йогана Казимира. Останній сприяв поверненню Пфальца до кальвінізму, а молодого курфюрства навернув до цієї конфесії. Освіту здобув під орудою Бартоломея Пітіка.
У 1592 році після смерті регента перебрав фактичну владу, попри спробу його стриєчного діда Ріхарда, пфальцграфа Зіммерн-Шпойнгайм, стати новим регентом. 1593 року одружився з представницею роду Нассау-Оранських. У 1594 році Фрідріх IV вирушив до Гейльбронна для укладення союзу з протестантськими князями. Ту ж політику він переслідував на рейхстазі 1598 року і на зборах німецьких правителів, яке він влаштував у жовтні 1598 року у Франкфурті-на-Майні. Того ж року після смерті Ріхарда успадкував пфальцграфство Зіммерн-Шпойнгайм.
У 1600 році при дворі курфюрста для боротьби з пияцтвом було організовано Товариство поміркованості, члени якого підписали договір про помірне споживання спиртних напоїв протягом 2 років. У 1607 році курфюрст заснував фортецю Фрідріхсбург (зведено у голландському стилі) поблизу рибальського селища Мангайм, в результаті чого останній став містом. Його жителі були звільнені від панщини, іноземці звільнялися на 20 років від поземельного податку. У 1608 році з ініціативи Фрідріха IV було створено Протестантський союз, головою якого було обрано курфюрста Пфальцу.
В лютому 1610 року Фрідріх IV уклав союз з Генріхом IV Бурбоном, королем Франції, спрямований проти Габсбургів. Помер в Гайдельбергу у вересні 1610 року від алкоголізму. Йому спадкував син Фрідріх V.

## Родина
Дружина — Луїза Юліана, донька штатгальтера Вільгельма I Оранського
Діти:
- Луїза Юліана (1594—1640), дружина Йоганна II Віттельсбаха, пфальгарфа Цвейбрюкену
- Катеріна Софія (1595—1626)
- Фрідріх (1596—1632), 14-й курфюрст Пфальца
- Єлизавета Шарлотта (1597—1660), дружина Георга Вільгельма Гогенцоллерна, мати Фрідріха Вільгельма
- Анна Елеонора (1599—1600)
- Людвіг Вільгельм (1600)
- Моріц Крістіан (1601—1605)
- Людвіг Філіп (1602—1655), в шлюбі з Марією Елеонорою Бранденбурзькою